# John Rockwell

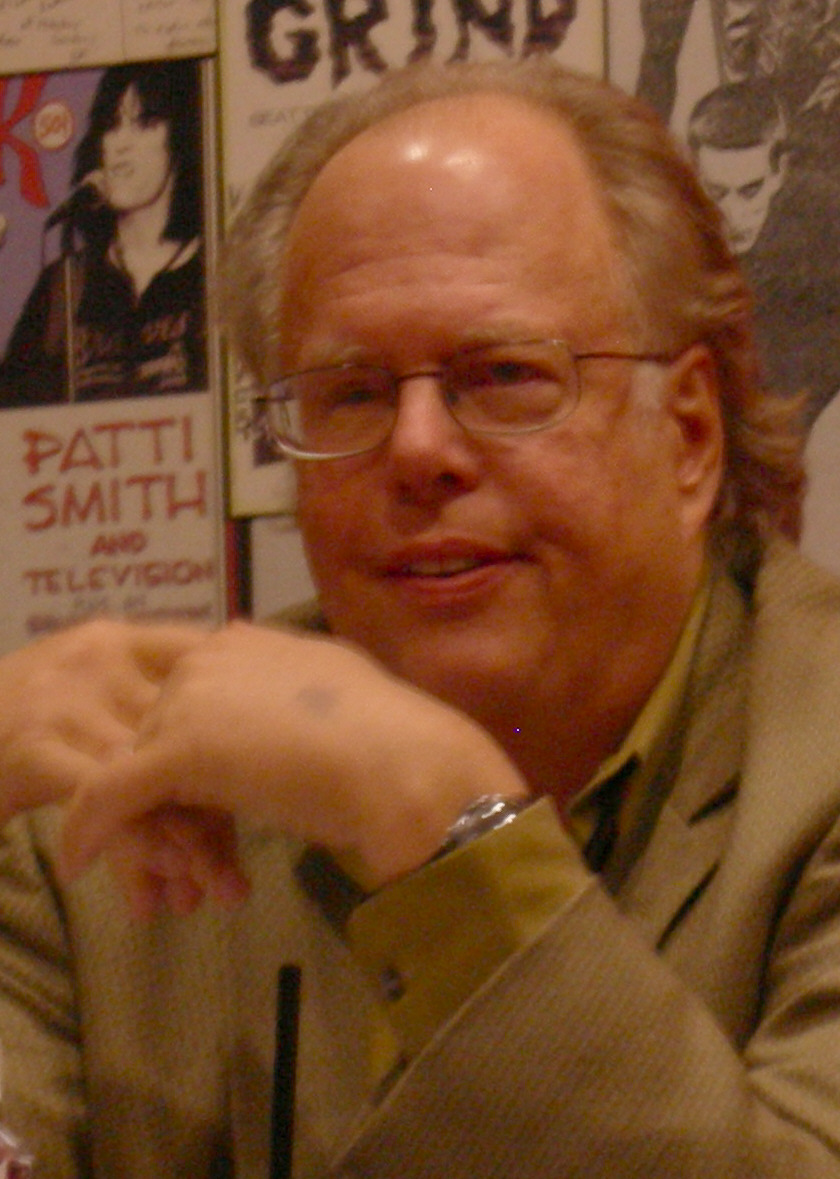
John Rockwell (2007)

John Rockwell (* 1940 in Washington, D.C.) ist ein US-amerikanischer Musikkritiker und Autor.

## Leben
Er studierte an der Phillips Academy, in Harvard, der Universität München und der University of California, Berkeley, mit dem Abschluss eines Ph.D. in Deutschsprachiger Kultur.
Rockwell begann seine journalistische Laufbahn bei der Oakland Tribune und der Los Angeles Times. 1972 begann er bei der New York Times, zuerst als Kritiker für klassische europäische Musik und als Reporter. Von 1992 bis 1994 war er Korrespondent für europäische Kultur.
Von 1994 bis 1998 war er Direktor des Lincoln Center Festival. Danach kehrte er zur New York Times zurück und wurde Herausgeber der Wochenendbeilage. Er verließ die Times Ende 2006, um freiberuflich zu arbeiten. Rockwell lebt  in Manhattan.
Im Januar 2008 war John Rockwell „Distinguished Visitor“ an der American Academy in Berlin. Er forscht zurzeit über das „sozialistische Projekt der Opernreform“ von Kurt Weill.

## Werke
- Trommelfeuer (1983) ISBN 3-87739-549-X
- All American Music, Knopf (1983) ISBN 0-394-51163-8.
- Sinatra: An American Classic, Random House (1984) ISBN 0-394-53977-X.
- The Idiots, BFI (2003) ISBN 0-85170-955-9.
- Outsider: John Rockwell on the Arts, Limelight (2006) ISBN 0-87910-333-7